# Inimutaba
Inimutaba es un municipio brasileño del estado de Minas Gerais. Su población estimada en 2004 era de 6.159 habitantes. Está a 6 kilómetros de Curvelo, la ciudad más grande de la región. 